# Point of View (Spyro Gyra)
Point of View è il dodicesimo album in studio del gruppo musicale statunitense Spyro Gyra, pubblicato nel giugno 1989.

## Tracce
1. Slow Burn – 4:07
2. Swing Street – 5:13
3. Fairweather – 4:46
4. The Unknown Soldier – 5:16
5. Hannibal's Boogie – 5:59
6. No Limits – 4:41
7. Carolina – 4:31
8. Riverwalk – 4:28
9. Swamp Thing – 6:25
10. Counterpoint – 3:54
11. Gotcha – 4:10

## Formazione
- Jay Beckenstein – sassofoni
- Tom Schuman – tastiere
- Richie Morales – batteria
- Oscar Cartaya – basso
- Jay Azzolina – chitarra
- Dave Samuels – marimba, vibrafono e percussioni
- Julio Fernandez – chitarra ritmica (traccia 5)
- Roger Squitero – percussioni (tracce 1, 7 e 11)